# Killarney National Park, Macgillycuddy's Reeks and Caragh River Catchment SAC
Killarney National Park, Macgillycuddy's Reeks and Caragh River Catchment SAC este o arie protejată (sit de importanță comunitară — SCI) din Irlanda întinsă pe o suprafață de 76.444,99 ha, integral pe uscat.

## Localizare
Centrul sitului Killarney National Park, Macgillycuddy's Reeks and Caragh River Catchment SAC este situat la coordonatele 51°57′55″N 9°44′39″W / 51.9653°N 9.7441°V.

## Înființare
Situl Killarney National Park, Macgillycuddy's Reeks and Caragh River Catchment SAC a fost declarat sit de importanță comunitară în august 1997 pentru a proteja 1 specie de plante și 25 de specii de animale.

## Biodiversitate
Situată în ecoregiunea atlantică, aria protejată conține 14 habitate naturale: Ape oligotrofe din câmpii nisipoase, cu un conținut foarte redus de minerale (Littorelletalia uniflorae), Ape stătătoare oligotrofe până la mezotrofe, cu vegetație de Littorelletea uniflorae și/sau de Isoëto-Nanojuncetea, Cursuri de apă de la nivel de câmpie la nivel montan, cu vegetație Ranunculion fluitantis și Callitricho-Batrachion, Pajiști umede nord-atlantice cu Erica tetralix, Pajiști uscate europene, Pajiști alpine și boreale, Formațiuni de Juniperus communis pe lande sau pajiști calcaroase, Pajiști calaminariene cu Violetalia calaminariae, Pajiști cu Molinia pe soluri calcaroase, turboase sau argilos-nămoloase (Molinion caeruleae), Turbării de acoperire (* exclusiv pentru turbării active), Depresiuni pe substraturi de turbă de Rhynchosporion, Păduri de stejar sesil bătrân cu Ilex și Blechnum în Insulele Britanice, Păduri aluvionare cu Alnus glutinosa și Fraxinus excelsior (Alno-Padion, Alnion incanae, Salicion albae), Păduri de Taxus baccata din Insulele Britanice.
La baza desemnării sitului se află mai multe specii protejate:
- plante (1): Najas flexilis
- păsări (15): pescăruș albastru (Alcedo atthis), rață pitică (Anas crecca), rață mare (Anas platyrhynchos), Anser albifrons flavirostris, rață-cu-cap-castaniu (Aythya ferina), rața moțată (Aythya fuligula), șoim de iarnă (Falco columbarius), șoim călător (Falco peregrinus), lișiță (Fulica atra), codroșul de pădure (Phoenicurus phoenicurus), pitulice sfârâitoare (Phylloscopus sibilatrix), Pyrrhocorax pyrrhocorax, chiră de baltă (Sterna hirundo), silvie de zăvoi (Sylvia borin), mierlă gulerată (Turdus torquatus)
- mamifere (2): vidră de râu (Lutra lutra), liliacul mic cu potcoavă (Rhinolophus hipposideros)
- nevertebrate (3): fluturele auriu (Euphydryas aurinia), Geomalacus maculosus, Margaritifera margaritifera
- pești (5): Alosa killarnensis, Lampetra fluviatilis, cicar (Lampetra planeri), Petromyzon marinus, somonul (Salmo salar)

Pe lângă speciile protejate, pe teritoriul sitului au mai fost identificate 27 de specii de plante, 1 specie de păsări, 9 specii de mamifere, 32 de specii de nevertebrate, 1 specie de pești.